# Svenska kyrkans stifter
Svenska kyrkan er en evangelisk-luthersk kirke, regnes som en folkekirke og er Sveriges største trossamfund.  Svenska kyrkan har tretten stifter, hvoraf Uppsala er ærkestift med to biskopper (ærkebiskoppen og biskoppen i Uppsala Stift). Stiftets arbejde styres af stiftsfuldmægtige, der vælges ved direkte kirkelige valg hvert fjerde år.
| Religion | Spire Denne religionsartikel er en spire som bør udbygges. Du er velkommen til at hjælpe Wikipedia ved at udvide den. |